# Siedlung des Friedens
Die Siedlung des Friedens gehört zur Hansestadt Salzwedel im Altmarkkreis Salzwedel in Sachsen-Anhalt.

## Geografie
Sie liegt etwa drei Kilometer südöstlich der Kernstadt Salzwedel an der B 71.

## Geschichte
Die Siedlung wurde ursprünglich für Militärbedienstete errichtet, die auf dem benachbarten Militärstandort Fuchsberg tätig waren.
Im Jahre 1935 begann die Bebauung des Fuchsberges im Südosten von Salzwedel. Die Luftwaffe ließ dort einen Fliegerhorst errichten. Nach dem Krieg wurde das Areal wieder militärisch genutzt. Später waren dort Einheiten der NVA und der Grenztruppen – ab 1971 die Hubschrauberstaffel 16 der Grenztruppen sowie das Grenzregiment 24 „Fritz Heckert“ – stationiert.
Im März 1993 gründete das Technische Hilfswerk in Salzwedel einen Stützpunkt. Dessen Dienststelle entstand in der ehemaligen Kommandantur der Roten Armee am Rand der Siedlung des Friedens.